# Церкниця (озеро)
Церкниця (словен. Cerkniško jezero) — озеро в Словенії, розташоване на плато Крас, на території громади Церкниця області Нотрансько-крашка. Відоме своїм пульсуючим режимом — карстове поле періодично заповнюється водою, яка навесні або на початку літа «зливається» через карстові лійки. Навколо озера розташовано кілька поселень (особливо з півночі і сходу), найбільше з яких — місто Церкниця з 3 тисячами жителів. Приблизно за 10 км на захід від озера розташоване місто Постойна, відоме карстовою печерою Постойнска Яма.

## Гідрологія

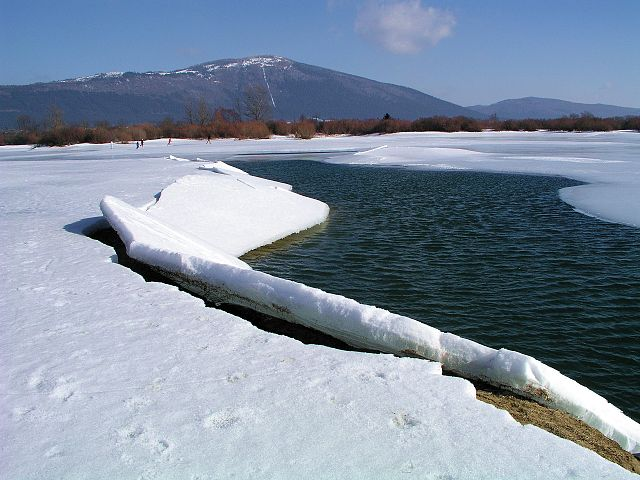
Озеро Церкниця взимку, 2006 рік

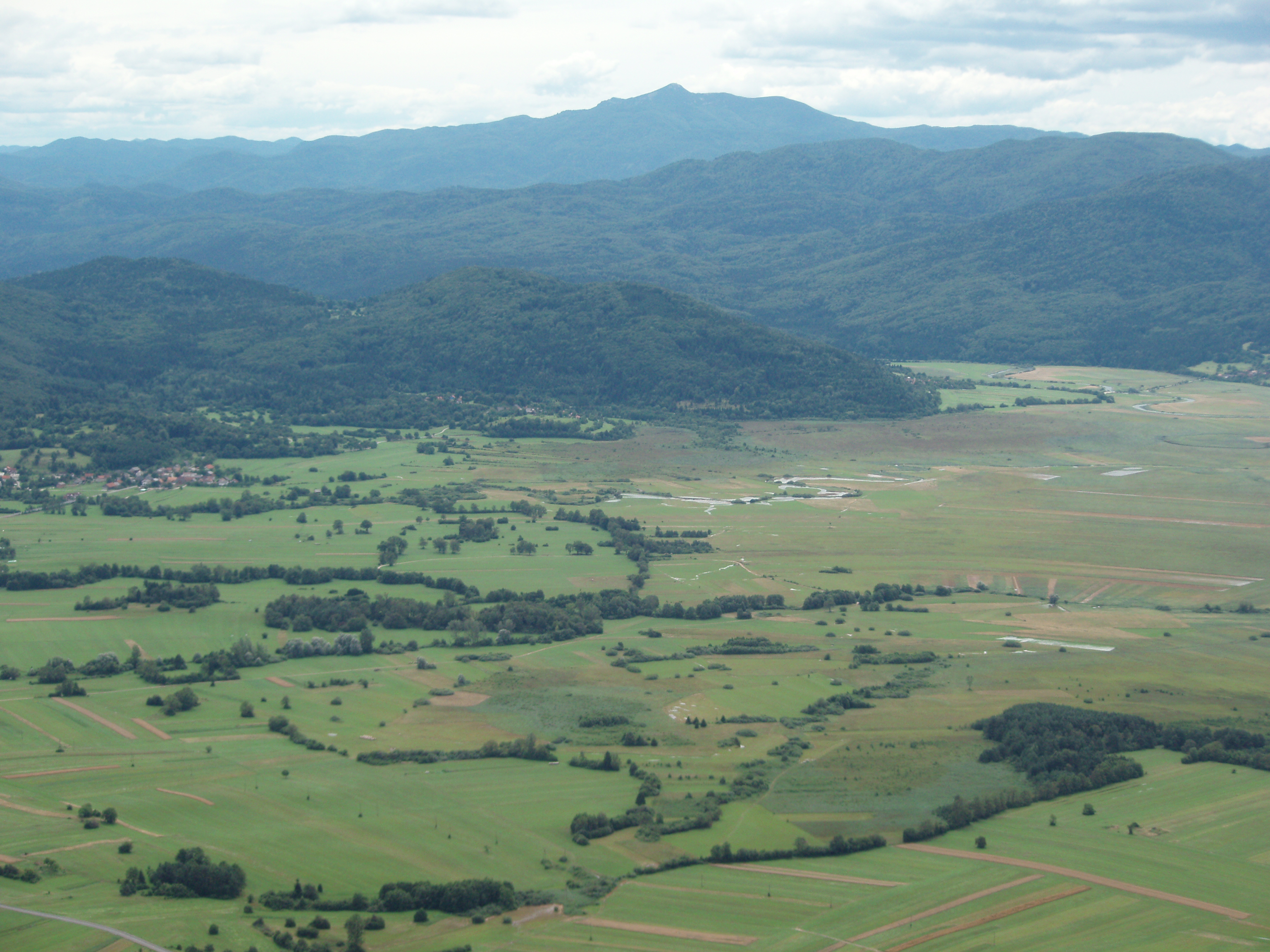
Карстове поле озера Церкниця, вигляд з півночі

Озеро наповнюється, коли вода з водоносного шару і підземних струмків піднімається і виливається через розташовані на полі карстові отвори. Подальше зменшення опадів і притоку підземних вод змушують воду стікати в печери Красу, багаті сталактитами і сталагмітами. У різні періоди річного циклу, залежно від погоди в регіоні, басейн озера може бути практично повністю сухим і повністю заповненим. На початку літа, як правило, відкритої води у водоймі небагато. У серпні селяни косять трав'яні луки на колишньому дні озера і використовують траву як корм для худоби. Восени поле заповнюється дощовою водою, особливо з південно-західної сторони, а навесні поповнюється талими водами. В історичні часи озеро жодного разу не розливалось на північно-східну частину поля, земля якої дуже родюча, чим відрізняється від інших ділянок карстового плато.
Висота рівня води в озері змінюється на 7 м (від 546 до 553 м над рівнем моря). При високій воді озеро має розміри 10x5 км і площу 30 км2, що робить його в ці періоди найбільшим озером країни (найбільше постійне озеро — Бохинське). Частина води, що стікає з озера, виходить на поверхню у вигляді витоків річки Любляниці.

## Флора і фауна
На озері Церкниця є великі зарості очерету і осоки, а також великі вологі луки. У східній частині є залишки болота.
Вплив людини на представників фауни озера незначний. У Церкниці водиться риба, крім того воно є важливим місцем гніздування багатьох видів птахів, зокрема деркача, що перебуває під загрозою. Всього в районі озера було зафіксовано 230 видів птахів, зокрема чернь білооку і орлана-білохвоста.

## Історія

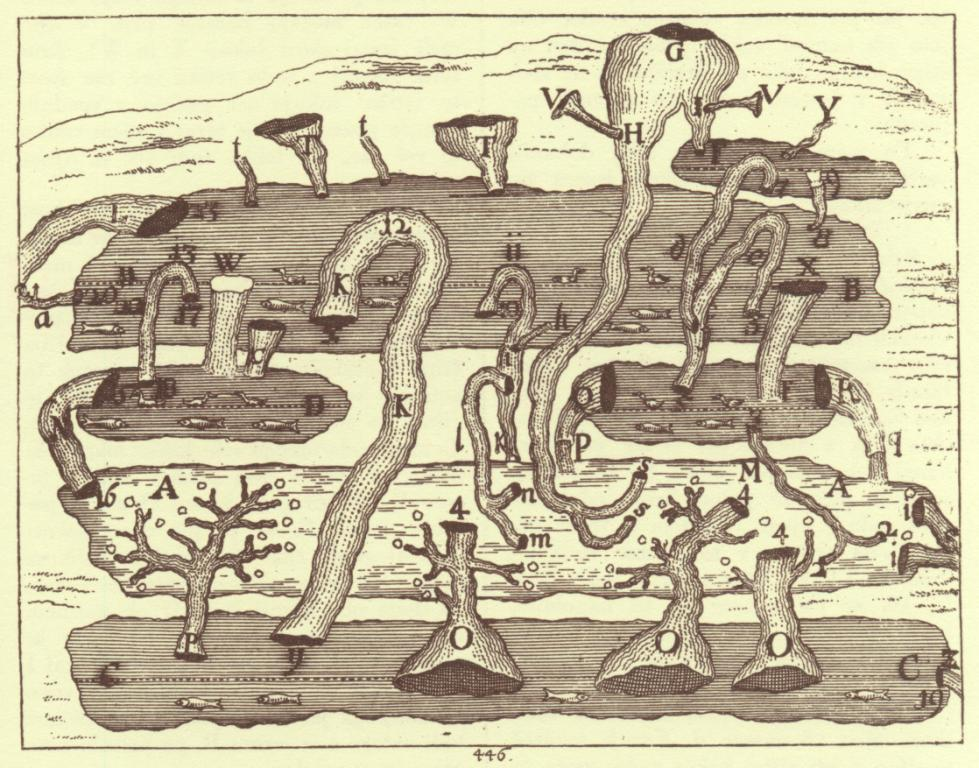
Гідравлічна модель озера, створена 1689 року Янезом Вальвазором

Озеро було відоме ще в античні часи, про нього писав давньогрецький географ Страбон. У своїй праці «Географія» (7.5) він згадує «марші, звані Лугеон» (грец. helos Lougeon kaloumenon), які були ідентифіковані як озеро Церкниця. Назва Lougeon є перекладенням Страбоном на грецьку мову місцевого топоніму, можливо іллірійського походження, який пізніше перейшов у латинську мову як Lugeum.
Всесвітню популярність Церкниця отримала, коли пульсуючий механізм був вперше описаний словенським вченим-універсалом Янезом Вальвазором (1641—1693). Цей опис, за який його прийняли до Лондонського королівського товариства, було включено в його основну працю «Слава герцогства Крайни» (нім. Die Ehre deß Herzogthums Crain).
В даний час район озера є популярним місцем відпочинку. Залежно від рівня води на озері можна займатися риболовлею, спелеологією, віндсерфінгом, плаванням і катанням на ковзанах.